# Văleni (okręg Marusza)
Văleni – wieś w Rumunii, w okręgu Marusza, w gminie Pogăceaua. W 2011 roku liczyła 314 mieszkańców.